# Trézence
Die Trézence ist ein Fluss in Frankreich, der im Département Charente-Maritime in der Region Nouvelle-Aquitaine verläuft. Sie entspringt knapp südlich von Loulay, entwässert im Oberlauf Richtung Nord und Nordwest, schwenkt dann aber auf Südwest und mündet nach rund 28 Kilometern an der Gemeindegrenze von Tonnay-Boutonne und Torxé als rechter Nebenfluss in die Boutonne. In ihrem Unterlauf durchquert sie mehrere Feuchtgebiete und ist zum Entwässerungskanal Canal de Sainte-Julienne ausgebaut.

## Orte am Fluss
(in Fließreihenfolge)
- Loulay
- Migré
- Tournay, Gemeinde Puyrolland